# 貝烏哈圖夫縣

51°22′N 19°22′E / 51.367°N 19.367°E
貝烏哈圖夫縣（波蘭語：Powiat bełchatowski），是波蘭的縣份，位於該國中部，由羅茲省負責管轄，首府設於貝烏哈圖夫，面積969平方公里，2006年人口112,640，人口密度每平方公里120人。